# Cerkev São Pedro dos Clérigos
Cerkev São Pedro dos Clérigos (portugalsko Igreja dos Clérigos, izgovorjava [ˈklɛɾiɣuʃ]; 'Cerkev duhovnikov') je baročna cerkev v mestu Porto na Portugalskem. Njen 75 metrov visok zvonik, Torre dos Clérigos, je viden z različnih koncev mesta in je eden njegovih najbolj značilnih simbolov. Stoji v starem mestnem jedru, ki je od leta 1996 vpisano na Unescov seznam svetovne dediščine.

## Zgodovina
Cerkev je za bratovščino Clérigos (duhovništvo) zgradil Nicolau Nasoni, italijanski arhitekt in slikar, ki je v 18. stoletju na severu Portugalske pustil obsežno delo.
Cerkev so začeli graditi leta 1732 in končali leta 1750, zvonik in monumentalno deljeno stopnišče pred cerkvijo pa sta bila dokončana leta 1763. Glavna fasada cerkve je močno okrašena z baročnimi motivi (kot so girlande in školjke) in vdrtim zlomljenim pedimentom. To je temeljilo na rimski shemi iz zgodnjega 17. stoletja. V osrednjem frizu nad okni so simboli bogoslužja in ladja s kadilom. Stranske fasade razkrivajo skoraj eliptično tlorisno zasnovo cerkvene ladje.

## Pregled
Cerkev Clérigos je bila ena prvih baročnih cerkva na Portugalskem, ki je sprejela značilen baročni eliptični tloris. Oltarno sliko glavne kapele, izdelano iz polikromiranega marmorja, je izdelal Manuel dos Santos Porto.
Monumentalni stolp cerkve, ki je na zadnji strani stavbe, je bil zgrajen šele med letoma 1754 in 1763. Baročna dekoracija tudi tukaj kaže vpliv rimskega baroka, medtem ko je celotna zasnova nastala po navdihu toskanskih zvonikov. Stolp je visok 75,6 metrov in dominira nad mestom. Do vrha šestih nadstropij se je treba povzpeti po 240 stopnicah. Ta velika struktura je postala simbol mesta.
V Portu je bil Nicolau Nasoni odgovoren tudi za gradnjo cerkve Misericórida, nadškofove palače in stranske lože stolnice v Portu. Vstopil je v bratovščino Clérigos in bil na njegovo željo pokopan v kripti cerkve Clérigos, natančen kraj pa ostaja neznan.
Junija 2015 je bratovščina Clérigos objavila, da bosta po 250 letih stolp in cerkev Clérigos odprla svoja vrata v nočnih urah.